# 謝維 (芬蘭)
63°54′25″N 24°31′00″E / 63.90694°N 24.51667°E

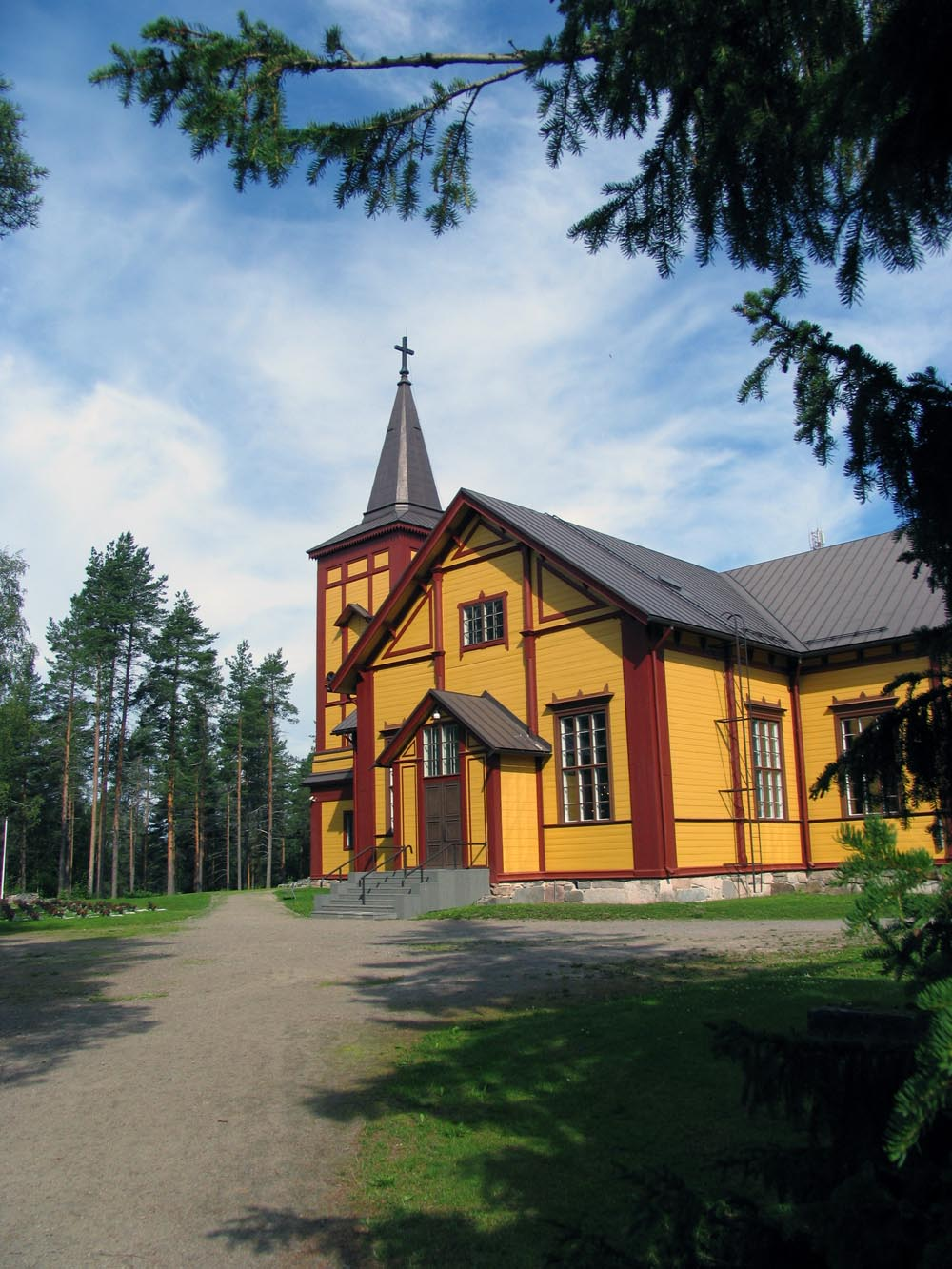
謝維教堂

謝維（芬蘭語：Sievi）是芬蘭北博滕區的市鎮，位於該國西部奧盧和瓦薩之間始建於1867年，面積800.88平方公里，2013年人口5,279，人口密度為每平方公里6.7人。

## 外部連結
- 謝維市镇官方网站（页面存档备份，存于） （文）